# Подмена понятий
Подмена понятий — пятнадцатый студийный альбом российского певца Григория Лепса. Он был выпущен 22 октября 2021 года на лейбле United Music Group. Сведением и мастерингом альбома занимался Павел Дугин. 
Продюсером альбома стал сам артист, запись производилась в Продюсерском центре Григория Лепса. Альбом содержит гостевые участия от Тимура Родригеза, TSOY, Хиблы Герзмавы, Дианы Арбениной и Александра Панайотова.

## Список композиций
Информация взята из аннотации к альбому и Spotify.
| №   | Название                   | Автор(ы) | Длительность |
| --- | -------------------------- | --- | ------------ |
| 1.  | «Подмена понятий»          | Константин Губин | 5:27         |
| 2.  | «Трибунал»                 | Виталий Чирва | 3:08         |
| 3.  | «Всех благ»                | Ваагн Петросян и Ира Эйфория                                                                                           | 4:45         |
| 4.  | «Одежда между»             | Briony O`Toole, Cian Sweeney, Mark Caplice и Ира Эйфория                                                               | 3:27         |
| 5.  | «Lucky man»                | Eliot Churchil, Fraser James, Lauren Dyson, Scott Andrew Effman, Александр Жвакин, Григорий Лепс и Изабелла Третьякова | 3:53         |
| 6.  | «Она меня балует»          | Вадим Лосев, Сергей Ревтов и Сергей Саунин                                                                             | 3:09         |
| 7.  | «Пока бьётся моё сердце»   | Ваагн Петросян и Ира Эйфория                                                                                           | 3:01         |
| 8.  | «Тарантино»                | Григорий Лепс, Артём Лоик                                                                                              | 5:35         |
| 9.  | «Накатила грусть…»         | Сергей Шнуров, Григорий Лепс                                                                                           | 4:01         |
| 10. | «Буёк»                     | Сергей Шнуров | 3:08         |
| 11. | «Луи Витон»                | Сергей Шнуров | 3:31         |
| 12. | «Стыдно быть несчастливым» | Владимир Бородин и Ира Эйфория                                                                                         | 4:50         |
| 13. | «Это стоит»                | Геннадий Крупник и Лариса Архипенко                                                                                    | 3:53         |

| №   | Название                                                 | Автор(ы)                            | Длительность |
| --- | -------------------------------------------------------- | ----------------------------------- | ------------ |
| 1.  | «Москва»                                                 | Лев Шапиро                          | 4:09         |
| 2.  | «Иди и смотри»                                           | Михаил Разуваев                     | 4:34         |
| 3.  | «Два Колумба»                                            | Любаша                              | 3:03         |
| 4.  | «Женщина в жёлтом»                                       | Геннадий Крупник и Лариса Архипенко | 3:25         |
| 5.  | «Не забывшая меня»                                       | Геннадий Крупник и Лариса Архипенко | 3:35         |
| 6.  | «Не троньте душу грязными руками»                        | Андрей Мисин и Михаил Гуцериев      | 4:53         |
| 7.  | «Спасибо» (при участии Тимура Родригеза)                 | Тимур Родригез                      | 3:51         |
| 8.  | «Феникс» (при участии Tsoy)                              | Ваагн Петросян и Юлия Беспалова     | 3:18         |
| 9.  | «Ящик Пандоры» (при участии Хиблы Герзмавы)              | Ваагн Петросян и Ира Эйфория        | 4:32         |
| 10. | «Неторопливая любовь» (при участии Дианы Арбениной)      | Диана Арбенина                      | 3:33         |
| 11. | «Dimenticarmi di te» (при участии Александра Панайотова) | Alberto Salerno и Тарас Демчук      | 4:40         |
| 12. | «Пою для вас»                                            | Дмитрий Митькин, Григорий Лепс      | 4:19         |

## Участие в записи
- Аранжировки — Павел Дугин
- Барабаны — Chris Coleman (USA), Максим Малышев
- Клавишные - Константин Бекрев
- Бас-гитара — Алексей Беляев
- Гитара — Федор Досумов, Алексей Юшкевич, Павел Дугин, Юрий Топчий
- Труба — Дмитрий Савин, Александр Дитковский
- Саксофон — Владимир Крыжановский
- Тромбон — Сергей Серов
- Барито-саксофон — Александр Языков
- Туба — Павел Балин
- Кларнет — Сергей Шитов
- Скрипка — Наталья Дьяченко
- Перкуссия — Илья Вымениц
- Бэк-вокал — Анастасия Крашевская, Наталья Павлова, Элина Чага, Юлия Бекрева, Анастасия Иванова
- Сведение, мастеринг — Павел Дугин
- Продюсер — Григорий Лепс

## Факты
Dimenticarme di te записана с той же музыкой, что и песня «Снега», выпущенная Григорием Лепсом в 2017 году на одноимённом сингле. Также песня «Снега» вошла в альбом ТыЧегоТакойСерьёзный того же года выпуска. На данном релизе используется итальянский текст за авторством Альберто Салерно, в то время как автором текста к песне «Снега» является Денис Хрущёв.